# Mioče, Bijelo Polje
Mioče este un sat din comuna Bijelo Polje, Muntenegru. Conform datelor de la recensământul din 2003, localitatea are 274 de locuitori (la recensământul din 1991 erau 433 de locuitori).

## Demografie
În satul Mioče locuiesc 233 de persoane adulte, iar vârsta medie a populației este de 47,9 de ani (45,7 la bărbați și 50,0 la femei). În localitate sunt 101 gospodării, iar numărul mediu de membri în gospodărie este de 2,71.
Populația localității este foarte eterogenă.
|  |

| Demografie | Demografie | Demografie |
| An         | Locuitori  | Locuitori  |
| ---------- | ---------- | ---------- |
|            |            |            |
|            |            |            |
|            |            |            |
|            |            |            |
| 1948       | 434        |            |
| 1953       | 465        |            |
| 1961       | 558        |            |
| 1971       | 652        |            |
| 1981       | 611        |            |
| 1991       | 433        | 429        |
| 2003       | 300        | 274        |

| \| Componența etnică conform recensământului din 2003[2] \| Componența etnică conform recensământului din 2003[2] \| Componența etnică conform recensământului din 2003[2] \| Componența etnică conform recensământului din 2003[2] \| Componența etnică conform recensământului din 2003[2] \| \| ----------------------------------------------------- \| ----------------------------------------------------- \| ----------------------------------------------------- \| ----------------------------------------------------- \| ----------------------------------------------------- \| \| \| \| \| \| \| \| Muntenegreni \| Muntenegreni \| \| 137 \| 50% \| \| Sârbi \| Sârbi \| \| 124 \| 45,25% \| \| Musulmani \| Musulmani \| \| 5 \| 1,82% \| \| Rusi \| Rusi \| \| 1 \| 0,36% \| \| necunoscută \| necunoscută \| \| 4 \| 1,45% \| |              |  |     |        |
| Componența etnică conform recensământului din 2003 |              |  |     |        |
| |              |  |     |        |
| Muntenegreni | Muntenegreni |  | 137 | 50%    |
| Sârbi | Sârbi        |  | 124 | 45,25% |
| Musulmani | Musulmani    |  | 5   | 1,82%  |
| Rusi | Rusi         |  | 1   | 0,36%  |
| necunoscută | necunoscută  |  | 4   | 1,45%  |